# Прогулянка ув'язнених
«Прогулянка ув'язнених» — картина нідерландського художника Вінсента ван Гога, написана в лютому 1890 року, копія з гравюри «Острог» Гюстава Доре (1872).

## Опис картини
На картині зображений колодязь маленького і тісного тюремного подвір'я, на якому по колу приречено рухаються ув'язнені. Картина виконана в синьо-зеленій гамі.
«Прогулянка ув'язнених» символізує життя, подібне, на думку художника, до замкнутого кола. Центральна фігура на передньому плані найбільш індивідуалізована на відміну від інших ув'язнених, чиї обличчя написано лише декількома мазками. У цьому персонажі вгадуються риси самого ван Гога.

## Історія створення

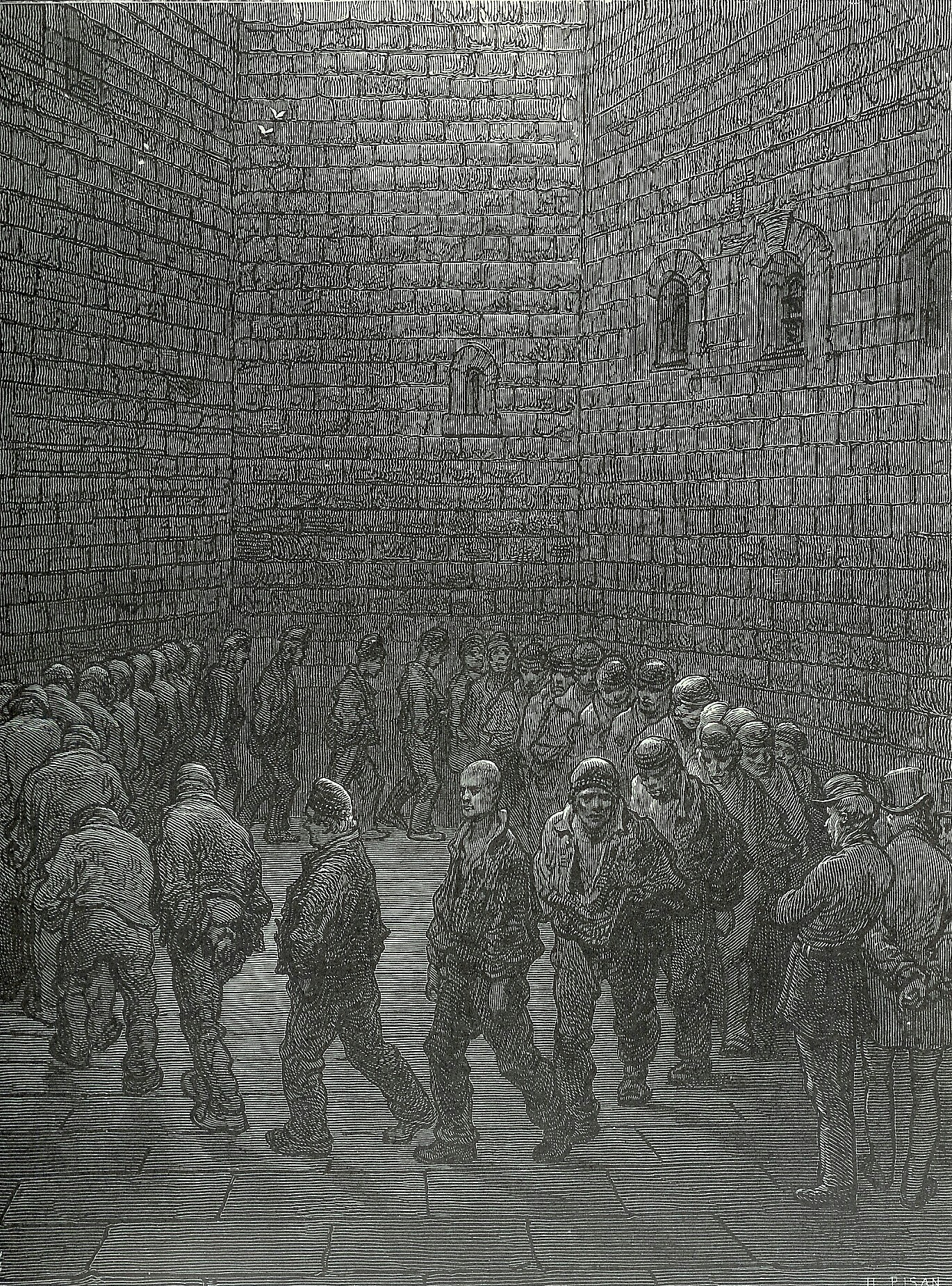
«Острог» Гюстава Доре (1872)

Наприкінці грудня 1888 року у Ван Гога стався перший напад душевної хвороби, незабаром припадки стали повторюватися, і він добровільно вирушив до психіатричної лікарні Святого Павла, яка розташовувалася в колишньому августинському монастирі Сен-Ремі неподалік від Арля. У лікарні Ван Гог перебував з травня 1889 по травень 1890. Її директор, доктор Пейон, і брат Ван Гога Тео намагалися створити художнику всі умови, щоб він міг працювати.
Перебуваючи в лікарні, Ван Гог не міг малювати з натури, тому почав використовувати літографії, гравюри та чорно-білі репродукції інших художників як натуру для своїх творів. Зокрема в цей період він робить копії з гравюр Мілле, Рембрандта, Делакруа і Дом'є.
Одного разу він просив брата Тео надіслати йому гравюру «Каторга» Регаме, але, мабуть, Тео не зміг дістати її, і ван Гог почав роботу над картиною за сюжетом гравюри «Острог» Гюстава Доре, зробленої для книги Б. Жерральда «Лондон» (1872).
На гравюрі Г. Доре зображений шестикутний двір Нью-Гейтської в'язниці, де відбувається так званий «парад ув'язнених». Суть цього «параду» полягала в тому, що злочинців багато разів проводили перед детективами, щоб ті могли добре запам'ятати їхні обличчя.

## Відмінності картини Ван Гога від гравюри Доре
Ван Гог відтворив гравюру Доре з деякими змінами:
- Задня стіна стала набагато вужчою, для створення враження, що стіни стиснули людське коло.
- На гравюрі дія відбувається в шестикутному дворі, а у Ван Гога, через зменшення задньої стіни, двір стає прямокутним.
- У Доре плити підлоги та цеглини у стінах накреслені з граничною точністю. Ван Гог відмовляється від геометричності, завдяки різноскерованості штрихів.
- На картині Ван Гога немає світла від неба.
- На картині кольору з блідих вгорі перетворюються в густі, похмурі та холодні внизу.